# Rohrvortrieb
| Dieser Artikel wurde auf der Qualitätssicherungsseite des WikiProjekts Planen und Bauen eingetragen. Dies geschieht, um die Qualität der Artikel aus den Themengebieten Bautechnik, Architektur und Planung auf ein akzeptables Niveau zu bringen. Dabei werden Artikel, die nicht maßgeblich verbessert werden können, möglicherweise in die allgemeine Löschdiskussion gegeben. Hilf mit, die inhaltlichen Mängel dieses Artikels zu beseitigen, und beteilige dich an der Diskussion! |

Der Rohrvortrieb ist ein Verfahren zum grabenlosen Verlegen von Rohren.
Üblicherweise werden dafür Stahlbetonrohre mit einer Baulänge von drei oder vier Metern verwendet.
Die Baulänge kann natürlich variiert werden und der Vortriebsstrecke auf den Zentimeter genau ausgelegt werden.
Die Vortriebsanlagen wurden spezialisiert für den Einbau von Stahlbetonrohren, es können jedoch auch spezielle Kunststoffvortriebsrohre oder Stahlrohre verwendet werden. Der Vorteil liegt darin, dass das Schweißen der einzelnen Rohre entfällt, da die Betonrohre ein Dichtungssystem integriert haben.

## Verfahren
Üblicherweise werden Maschinen für einen vollflächigen Abbau der Ortsbrust verwendet. Diese Vollschnittmaschinen fördern das Material üblicherweise über eine Bentonitsuspension nach außen, wo es über eine Separieranlage wieder getrennt und ausgeworfen wird. Mit diesem Verfahren ist Grundwasser und nahezu alle Bodenverhältnisse von bindigem Boden bis Fels beherrschbar.
Ein weiteres Verfahren ist das Teilschnittverfahren mit teilflächigem Abbau der Ortsbrust. Hier kann beispielsweise eine Maschine mit Baggerarm oder Schrämgerät verwendet werden. Das Aushubmaterial wird über ein Förderband und eine Schutte nach außen befördert. Der Vorteil dieses Verfahrens ist, dass die Ortsbrust zugänglich ist, falls bekannte Hindernisse von Hand beseitigt werden müssen.
Mit dem dynamischen Rammverfahren können Rohre bis 4 Meter Durchmesser auf Längen bis weit über 100 m unter Straßen, Gleisanlagen, Flüsse u. a.m. vorgetrieben werden.
Die dafür eingesetzten Rammen haben eine zylindrische Bauform mit einem konisch ausgebildeten Kopf. Ramm- bzw. Verbindungskegel stellen die kraftschlüssige Verbindung zum Vortriebsrohr her. Der Kolben im Maschinengehäuse wird mit Druckluft, aus einem oder mehreren Baustellenkompressoren, beschleunigt und beaufschlagt über die Verbindungskegel das vorzutreibende Rohr.
Die bei dem Einsatz entstehenden extremen Beanspruchungen durch die hohe Schlagenergie bis 40.000 Nm erfordern einteilige und dickwandige Maschinengehäuse.
Mit dem Vortrieb dringt das Erdreich sukzessive in das Rohr.
Die Entleerung des Rohres erfolgt nach dem Vortrieb mit Wasser und Druckluft oder je nach Rohrgröße manuell bzw. maschinell.

## Anwendungsbereich
Der Rohrvortrieb wird genutzt z. B.:
- bei der Unterquerungen von Verkehrswegen (Gleisanlagen, Straßen, Flüsse)
- beim Pipelinebau
- bei der Herstellung von Rohrschirmen im Tunnelbau und Unterführungen bis 4 m Durchmesser
- bei Vertikaleinsätzen z. B. Fundamentgründungen
- beim Abrammen von Kanaldielen
- beim Umsetzen von Bäumen für die Herstellung von Wurzelkörben